# Ritz, Åbo

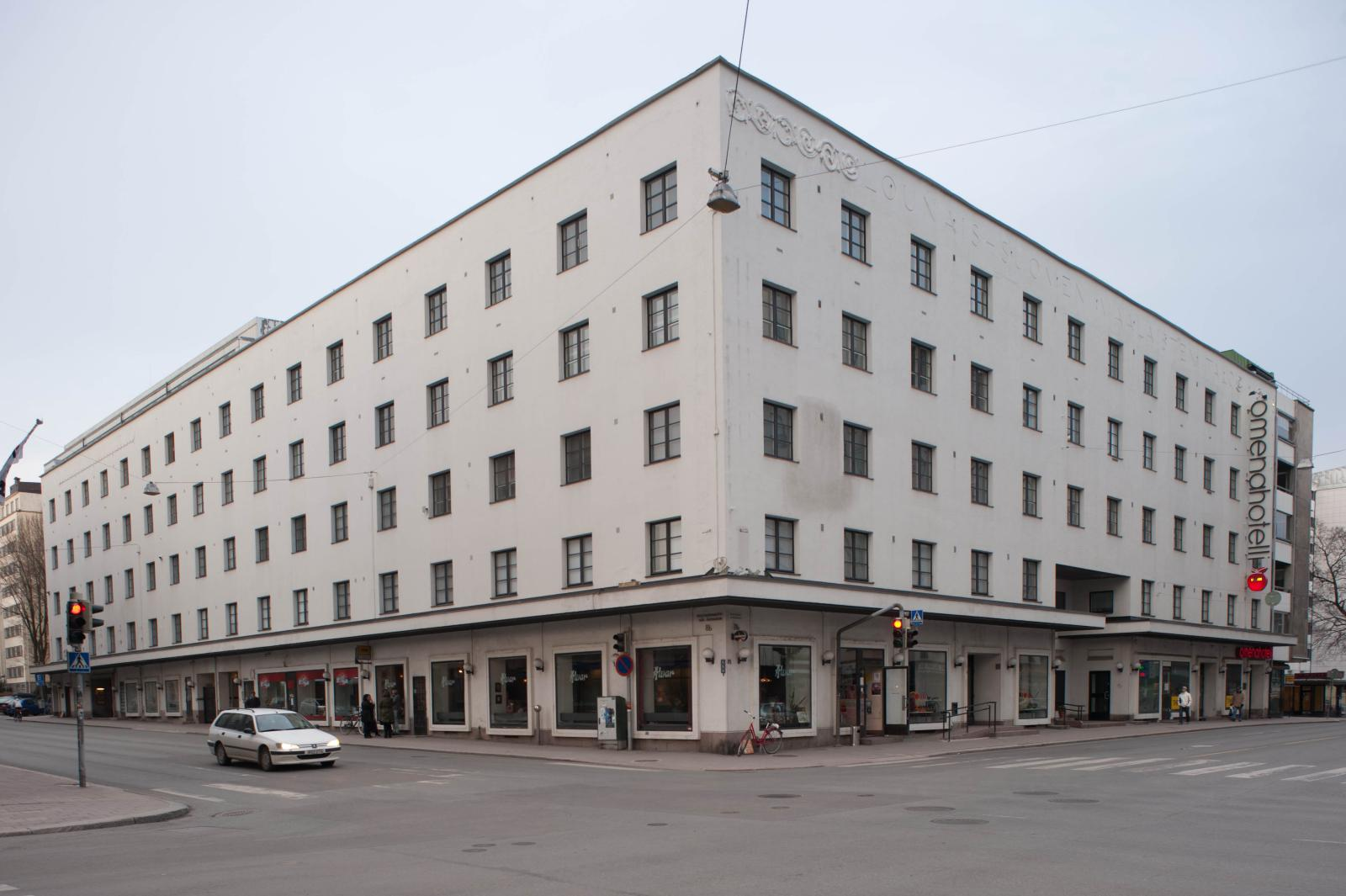
Byggnaden sedd från korsningen Trädgårdsgatan/Humlegårdsgatan.

Ritz var en biograf på Trädgårdsgatan 8 i Åbo. Den var i drift från 1955 till 1979. När den öppnade var Ritz den största och mest moderna biografen i Åbo. Under en period utgjorde det hotell för kedjan Best Western.